# 소민가
《소민가》(小敏家)는 2021년 방송되었던 중국의 드라마이다.

## 줄거리
- 왕소민은 혼자 두 딸 유소민과 유소첩 을 키웠는데, 딸들이 서른이 넘자 연달아 이혼을 한다. 큰 딸 유소민은 남편의 바람으로 이혼한 후, 작은 도시에서 북경으로 와 열심히 살다가, 역시 이혼한 진탁을 만나, 재혼을 결심한다. 하지만 소민과 진탁은 모두 골치덩어리인 전 배우자와 사춘기 자녀, 그리고 환갑이 넘은 부모를 모시고 있어서, 어떻게 상대집의 허락을 얻고 서로의 생활에 잘 어울어질까가 두 사람의 힘든 난관이다. 작은 딸 유소첩은 얼떨결에 결혼했다가 성격차이로 남편과 이혼하고 재혼 생각이 없는 상태에서 젊은 인재 서정을 만나 진심어린 대쉬를 받는다. 하지만 서정은 소첩보다 어리고, 결혼경험도 없어 두 사람의 연애는 서정 부모님의 강한 반대에 부딪친다. 유소민과 유소첩은 어머니의 지도하에, 사랑과 관용으로 감정문제를 해결하고, 결국 인생의 행복을 찾고 성장한다.

## 등장 인물
- 저우쉰 - 리우샤오민 역
- 황레이 - 천줘 역
- 탕이신 - 리우샤오지에 역
- 범세기 (潘时七) - 쉬정 역
- 도송암 - 진보 역
- 유리리 (刘莉莉) - 왕쑤밍 역
- 친하이루 - 리핑 역
- 한퉁성 - 천티엔푸 역
- 주익연 	(周翊然) - 진지아준 역
- 향함지 (Julia) - 천지아지아 역